# Eduard Römer
Eduard Römer (* 23. Februar 1814 in Elberfeld; † 15. Januar 1895 in Dresden) war ein deutscher Architekt und Baubeamter, der vor allem durch Hochbauten für das im Aufbau befindliche Eisenbahnnetz hervortrat.

## Leben
Eduard Römer war der Sohn eines Werkmeisters in Elberfeld, machte nach dem Besuch einer Realschule eine Ausbildung zum Feldmesser. Nach der bestandenen Feldmesserprüfung im Jahr 1835 leistete er bis 1836 seinen Militärdienst in Düsseldorf ab. Es schloss sich von 1836 bis 1839 ein Architekturstudium in München an, da er in Preußen mit einem Realschulabschluss keine Zulassung zum Studium erhalten konnte. Gleichzeitig war er bei Georg Friedrich Ziebland praktisch tätig und unternahm 1839 eine Italienreise. Um 1840 begann er bei der Düsseldorf-Elberfelder Eisenbahn-Gesellschaft und ging 1842 als Privatbaumeister (freiberuflich tätiger Architekt) nach Berlin. Dort arbeitete er aber aus Mangel an eigenen Aufträgen bei August Stüler und August Soller. 1843 trat er in den Architektenverein zu Berlin ein. Von 1844 bis 1847 war er Mitarbeiter bei Theodor Stein. Nach einem 1848 nachgeholten Latinum legte er die Bauführerprüfung (das erste Staatsexamen im Baufach) ab. 1849 reichte er einen Prüfungsentwurf zur Baumeisterprüfung (zweites Staatsexamen) ein, wurde dann aber zu einer Militärübung einberufen, aus der er 1854 im Dienstrang eines Hauptmanns entlassen wurde. Im August 1856 holte er dann die Baumeisterprüfung nach. Es folgten Tätigkeiten bei der Kreutz-Küstriner Eisenbahn (1856–1857), bei der Niederschlesisch-Märkischen Eisenbahn (1857–1864) und als Bauinspektor bei der Bezirksregierung in Danzig (ab 1864) mit Dauerbeurlaubung zum Eisenbahnbau. 1869 wurde er zum Baurat befördert und 1872 auf eigenen Wunsch aus dem Staatsdienst entlassen. Nach kurzzeitiger Funktion im Vorstand einer Berliner Baugesellschaft wurde er Direktor der Muldenthal-Eisenbahngesellschaft mit Wohnsitz in Dresden. 1877 trat er in den Ruhestand.

## Bauten
- 1844–1847 (als Assistent von Theodor Stein): Krankenhaus Bethanien in Berlin
- 1849–1854: Provinzial-Irrenanstalt in Schwetz, Westpreußen (nach Vorentwurf von Ernst Steudener)
- um 1850: Herrenhäuser in der Umgebung von Schwetz
- 1864–1869: Umbau und Erweiterung des Schlesischen Bahnhofs in Berlin (Bahnhsteighallen-Konstruktion von Ernst Grüttefien)
- 1865: Wohnhaus Regentenstraße 10 in Berlin
- 1865: Neubau des Seitenflügels des Kultusministeriums in Berlin

sowie Erweiterungen bzw. Neubauten der Bahnhöfe in Frankfurt an der Oder (Gubener Vorstadt), Guben, Breslau, Görlitz, Küstrin, Briesen und Tamsel, einschließlich der Wohnhäuser für Bahnbeamte; außerdem Kirchen in Frankfurt an der Oder (Gubener Vorstadt) und Zantoch, die Villa Klentze in Potsdam, der Umbau des Schlosses Burgkemnitz in Thüringen und ein Dampfmaschinenhaus in Neiße.